# ایوان پیریف
ایوان الکساندروویچ پیریف (روسی: Ива́н Алекса́ндрович Пы́рьев؛) یک کارگردان، فیلم‌نامه‌نویس اهل امپراتوری روسیه بود.
ایوان پیریف یکی از افراد مهم و برجستهٔ سینمای شوروی در دوران استالینیسم بود و ۶ مرتبه برندهٔ «جایزهٔ استالین» شد و از سال ۱۹۵۴ تا ۱۹۵۷ میلادی، رئیس استودیوهای موس‌فیلم بود و در آن دوران، بانفوذترین مرد صنعت سینمای شوروی محسوب می‌شد.
از فیلم‌ها یا مجموعه‌های تلویزیونی که وی در آن‌ها نقش داشته است می‌توان به «ابله» و «برادران کارامازوف» اشاره نمود.
وی همچنین برنده ۳ نشان لنین و جایزه هنرمند مردمی اتحاد جماهیر شوروی شده است.